# Ropalidia palawana
Ropalidia palawana är en getingart som beskrevs av Kojima 1985. Ropalidia palawana ingår i släktet Ropalidia och familjen getingar. Inga underarter finns listade i Catalogue of Life.